# Henri Blanc (zoologiste)
Pour les articles homonymes, voir Henri Blanc et Blanc (homonymie).
Henri Blanc, né le 15 septembre 1859 à Lausanne et mort dans la même ville le 10 mai 1930, est conservateur du Musée cantonal de zoologie de Lausanne, bellettrien et enseignant vaudois.

## Biographie
Henri Blanc obtient une licence en sciences en 1877, puis part à Stuttgart faire des études complémentaires et passe son doctorat à Fribourg-en-Brisgau en 1880. De 1880 à 1883, il travaille auprès du professeur Karl Möbius dans les musées de sciences naturelles de Kiel et de Berlin. Rentré à Lausanne en 1883 pour assurer l'enseignement d'histologie dans la nouvelle Faculté de médecine, Henri Blanc est chargé de cours de zoologie médicale et de microscopie, puis de zoologie et d'anatomie comparée et nommé professeur ordinaire à la faculté des sciences en 1891. Il sera doyen de la faculté des sciences en 1890-1892 et 1906-1908, et recteur de l'Université de Lausanne de 1908 à 1910. À ces charges universitaires, Henri Blanc ajoute jusqu'en 1895 des enseignements à l'école Vinet, à l'école normale et à l'école cantonale d'agriculture.
En 1890, il crée le laboratoire de zoologie et d'anatomie comparée qu'il dirigera jusqu'en 1929. Deux ans auparavant, il a été nommé conservateur des collections zoologiques du Musée cantonal des sciences naturelles, puis directeur en 1904, à la mort de Jean-Jacques Larguier des Bancels. C'est lui qui, avec l'aide efficace de son adjoint et futur successeur, Paul Murisier, met en place le nouveau Musée de zoologie dans le Palais de Rumine. Riche de son expérience allemande et désireux de communiquer sa passion au public, Henri Blanc renouvelle la présentation des collections zoologiques, délaissant l'entassement pour la présentation d'animaux dans leur biotope, dans des attitudes naturelles, accompagnés de légendes explicatives, de cartes et de dessins.
Les travaux scientifiques d'Henri Blanc ont surtout porté sur l'étude du plancton et des poissons du Léman, l'anatomie comparée, la zoologie systématique et l'embryologie. Ses manuels ont été largement diffusés. Membre durant sa formation de la société d'étudiants Belles-Lettres, il participera activement aux travaux des sociétés helvétique et vaudoise des sciences naturelles et de la Société zoologique suisse et les présidera tour à tour. Il prend sa retraite en 1929.
Une espèce de serpent, Psammodromus blanci, est nommée en son honneur.

## Sources
- « Henri Blanc », sur la base de données des personnalités vaudoises sur la plateforme « Patrinum » de la Bibliothèque cantonale et universitaire de Lausanne.
- Henri Blanc, Le musée zoologique de Lausanne : ses origines, son installation au Palais de Rumine, ses collections, Lausanne, 1912
- Paul-Emile Pilet, Naturalistes et biologistes à Lausanne, Lausanne, 1991, p. 147-148
- Olivier Robert, Francesco Panese, Dictionnaire des professeurs de l'Université de Lausanne dès 1890, Lausanne, 2000, p. 99-100
- * Luc Lienhard, « Henri Blanc (zoologiste) » dans le Dictionnaire historique de la Suisse en ligne.
- photographie de Greck, Lausanne Patrie suisse, (A. Bonard) 1908, no 389, p. 193-194